# Геслау
Геслау (њем. Geslau) општина је у њемачкој савезној држави Баварска. Једно је од 58 општинских средишта округа Ансбах. Према процјени из 2010. у општини је живјело 1.394 становника. Посједује регионалну шифру (AGS) 9571155, NUTS и LOCODE код.

## Географски и демографски подаци
Геслау се налази у савезној држави Баварска у округу Ансбах. Општина се налази на надморској висини од 435 метара. Површина општине износи 42,0 km². У самом мјесту је, према процјени из 2010. године, живјело 1.394 становника. Просјечна густина становништва износи 33 становника/km².